# Sarawak FA
Maillots
Le Sarawak FA est un club malaisien de football basé à Kuching, fondé en 1974 .

## Palmarès
- Championnat de Malaisie
  - Champion : 1997

- Coupe de Malaisie
  - Finaliste : 1999

- Coupe de la Fédération de Malaisie
  - Vainqueur : 1992
  - Finaliste : 1996 et 2001